# Szatmári György (esztergomi érsek)
Szatmári György, olykor Szakmáry György (Kassa, 1457. – Buda, 1524. április 7.) Magyarország prímása, esztergomi érsek.

## Élete
Iparos családból származott. Bolognában, majd 1493-ban a Krakkói Egyetemen tanult. 1495-től fehérvári, 1497-től erdélyi prépost. 1499-1500 között választott, 1500-1501 között választott és megerősített, 1501-1502 között tényleges veszprémi püspök. 1500-tól budafelhévizi prépost. 1501-1505 között váradi püspök. 1504-től királyi kancellár. 1505-1521 között pécsi püspök. 
Pécsett több díszes házat építtetett (köztük reneszánsz palotát a Tettyén), illetve a székesegyház egyik napjainkig megmaradt oltárát. Ő bővíttette a püspöki palotát, amelyen címere ma is látható. Titkára Oláh Miklós volt. 1522-ben a király kinevezte esztergomi érsekké, amit VI. Adorján pápa 1523. június 19-én megerősített. 
Politikai pályafutását 1493-ban a királyi kancellárián kezdte. 1494-től királyi titkár, 1499-ben és 1505-1514 között titkos kancellár és a királyi kápolna ispánja volt. 1521-1524 között királyi kancellár. Kancellárként a külügyeket intézte. 1504-ben nádorrá választatta Perényi Imrét. II. Ulászló udvarában döntő szava volt. 1506-ban kezdeményezte az örökösödési szerződést, 1510-ben a Velence elleni háború híve volt, 1515-ben megszervezte II. Ulászló, Miksa császár és Zsigmond lengyel király pozsonyi és bécsi találkozóját. II. Lajos uralkodása elején a kormányzó tanács vezetője volt. 1521-ben Hamburgba ment II. Lajos menyasszonya, Mária elé. 60 ezer aranyat hagyott a Frigyes császárnak elzálogosított Nyugat-magyarországi városok és várak visszaváltására, de hagyatékát hadi célokra fordították. 
Könyvei közül egyedül egy breviárium maradt fönn Párizsban. Nemcsak itáliai, hanem magyar humanisták is ajánlották neki műveiket, például Mághi Sebestyén 1513-ban, Hagymási Bálint 1517-ben és Bartholomaeus Pannonus (Frankfordinus).